# Liopropoma susumi
Liopropoma susumi là một loài cá biển thuộc chi Liopropoma trong họ Cá mú. Loài này được mô tả lần đầu tiên vào năm 1906.

## Phân bố và môi trường sống
L. susumi có phạm vi phân bố rộng khắp vùng biển Ấn Độ Dương - Thái Bình Dương. Ở Ấn Độ Dương, loài cá này được tìm thấy từ Biển Đỏ, dọc theo bờ biển Đông Phi đến Mozambique, bao gồm Madagascar và các hòn đảo, bãi đá lân cận; xung quanh quần đảo Mascarene và Maldives; cũng như tại bãi cạn Rowley và đảo Giáng Sinh. Ở Tây Thái Bình Dương, L. susumi xuất hiện chủ yếu xung quanh các nhóm đảo nằm ở phía đông và nam quần đảo Mã Lai; phạm vi phía bắc giới hạn đến miền nam Nhật Bản (gồm cả quần đảo Ryukyu và quần đảo Izu); về phía đông đến các quần đảo thuộc các tiểu vùng Melanesia, Micronesia và Polynesia; phía nam đến các rạn san hô Elizabeth và rạn san hô Middleton. Chúng sống xung quanh các rạn san hô hoặc trong các hang động, khe đá ở độ sâu khoảng từ 2 đến 100 m.

## Mô tả
L. susumi có chiều dài cơ thể tối đa được ghi nhận là 8 cm. Cơ thể thuôn dài, có màu xám (với nhiều sọc màu vàng nâu dọc theo hai bên thân), ửng đỏ ở cuống đuôi. Các vây màu đỏ tươi.
Số gai ở vây lưng: 8; Số tia vây mềm ở vây lưng: 11 - 12; Số gai ở vây hậu môn: 3; Số tia vây mềm ở vây hậu môn: 9; Số tia vây mềm ở vây ngực: 15 - 16; Số vảy đường bên: 44 - 47; Số gai ở vây bụng: 1; Số tia vây mềm ở vây bụng: 5.